# Municipio de Ocean (condado de Ocean)
El municipio de Ocean (en inglés: Ocean Township) es un municipio ubicado en el condado de Ocean  en el estado estadounidense de Nueva Jersey. En el año 2010 tenía una población de 8,332 habitantes y una densidad poblacional de 100 personas por km².

## Geografía
El municipio de Ocean se encuentra ubicado en las coordenadas 39°47′28″N 74°13′3″O / 39.79111, -74.21750.

## Demografía
Según la Oficina del Censo en 2000 los ingresos medios por hogar en el municipio eran de $46,461 y los ingresos medios por familia eran $55,379. Los hombres tenían unos ingresos medios de $39,149 frente a los $32,188 para las mujeres. La renta per cápita para la localidad era de $22,830. Alrededor del 7.8% de la población estaba por debajo del umbral de pobreza.